# ニライカナイ (お笑いコンビ)
ニライカナイは、2012年ごろ活動初めて2015年に一旦解散して2024年に再結成したお笑いコンビ。所属事務所はFECオフィス。沖縄県を拠点に活動中

## メンバー
- 山城皆人（やましろ みなと 1996年10月30日 - ）[1]
　O型　身長177cm
・ツッコミ担当（時々ボケ）
・沖縄県那覇市出身
・沖縄県立那覇高等学校、沖縄国際大学卒業
・趣味はオリジナルのプロレス技を考える事
・父はFECオフィス創設者の山城達樹
・現FECオフィス社長で、叔父である山城智二とのコンビ「親戚」で
　活動することもある
・解散後は、コンビ「クーターシンカ」で活動するも再び解散。
　その後2019年にコンビ「サイレントインファイト」を結成するも
　コロナ禍などもあり解散

- 仲本修大（なかもと しゅうた 1996年9月28日 - ）[1]
　O型　身長160cm
・ボケ担当（時々ツッコミ）
・沖縄県那覇市出身

沖縄県立豊見城高等学校在学中は、ボクシング部に所属。
解散後は格闘家をしていた。

2024年にFECオフィスに再所属

## 略歴
中学校時代に男子トイレで漫才をしたのをキッカケにコンビ結成、中学時代から「Fライブ」等に出場し経験を積む。
2012年、高校に入学したのを機に「ハイスクールマンザイ」に出場し沖縄県予選1位を獲得し九州大会に出場した。
2013年、オリジンコーポレーション主催の「お笑い高校総体」に出場し優勝。高校生ライブ「ちゃんぷるー学園お笑い部」に出場、ライブの様子が地元誌の一面に掲載された。
2014年、現役高校生ながら「新春!oh笑い O-1グランプリ」で優勝。
2015年頃に解散したが2024年に再結成。

## テレビ・ラジオなどの出演歴

### 映画
- こんな、菊灯りの夜に（2021年） - テッペイ 役（みなと）[3]
- サンマデモクラシー（2021年）（みなと）
- ファニーズ（2023年）

### テレビ
- 新春!oh笑い O-1グランプリ（沖縄テレビ放送）
- 闘牛戦士ワイドー（2018年、琉球放送）（みなと）

### ラジオ
- Radio Dub （ラジダブ）（エフエム沖縄）（みなと）
- FECチューンどぉ～！（FMぎのわん）
- にんきもんラジオ（RBCiラジオ）（みなと）

### 舞台
- FECネタ見せライブ Fライブ!
- FEC定期公演お笑い劇場
- ちゃんぷるー学園お笑い部 vol.1 お昼休みの感覚で
- ちゃんぷるー学園お笑い部 vol.2 目覚めし5つのネタ
- てんたか沖縄
  - てんたか沖縄（2024年6月7日 LiveHouse Output）
  - 初笑いパレード2025（2025年1月1日 浦添パルコシティ）[4]
  - てんたか新春スペシャル（2025年1月5日 テンブスホール）[5] - みなと（MC）
- Output LAUGH PROJECT（LiveHouse Output）
  - VOL.14 エバースがやって来る！ヤァ！ヤァ！ヤァ！ エバース×ニライカナイ×カシスオレンジ スリーマンライブ（2024年6月11日 LiveHouse Output）[6]
  - VOL.18 シンクロニシティ OKINAWA LIVE（2024年10月31日）[7]
  - アベンジャーズ SPECIAL 2025（2025年3月8日）[8]
  - VOL.21 家族チャーハン×ありんくりん×ニライカナイ スリーマンライブ（2025年5月30日）[9]
  - シンクロニシティ×ニライカナイ ツーマンLIVE（2025年7月4日）[10]
- RYUKYU CALLING（2024年8月11日 壺屋演劇場かさね）[11]
- M-1 2回戦対策ライブ（2024年8月11日 壺屋演劇場かさね）[12]
- ネタ絞り（2024年9月20日 壺屋演劇場かさね）[13]
- マルキヨビル ニライカナイ ツーマンライブ（2024年11月17日 壺屋演劇場かさね）[14]
- M-1グランプリ2024を予想し決勝をより楽しむ会（2024年12月19日 LiveHouse Output）[15] - みなと
- 鶴見ウチナー国際映画祭（2024年12月21日 横浜市鶴見区民文化センター）[16]
- ニライカナイフレンドシップライブ（壺屋演劇場かさね）
  - 2024（2024年12月27日）[17]
  - 2025上半期（2025年6月8日）[18]
- Output大感謝祭2024→2025（2024年12月31日 LiveHouse Output）[19]
- 梵天×ニライカナイ ツーマンライブ（2025年1月24日 壺屋演劇場かさね）[20]
- ネタライブお笑いロータリー（2025年2月24日 シャボン玉石けん くくる糸満）[21]
- ニライカナイ×凸凹トラベリングツーマンライブ（2025年2月28日 壺屋演劇場かさね）[22][23]
- オリオン漫才リーグ
  - vol.4（2025年3月20日 LIVE BARあさお）[24]
  - vol.7（2025年6月11日 カレー屋タケちゃん）[18]
- GIVE×LIVE（壺屋演劇場かさね）
  - 2025年3月28日[25]
  - 2025年4月4日[26]
  - 2025年5月23日[27]
- ニライカナイ×カシスオレンジ ツーマンライブ（2025年3月29日 壺屋演劇場かさね）[25]
- OKI PARTY（2025年4月25日 池袋ゲキパ）[28]
- ニライカナイ カシスオレンジ マルキヨビル スリーマンライブ（2025年5月31日 壺屋演劇場かさね）[29]

### 単独ライブ
- ～第一回ニライカナイ漫才ライブ～ あからさま（2024年4月21日・2024年4月26日 壺屋演劇場かさね）[30]
- 第一回ニライカナイ企画ライブ ～島一号作戦～（2024年5月23日 壺屋演劇場かさね）[31]
- 漫才猿 ニライカナイ漫才ライブ（2024年6月27日 LiveHouse Output）[32]
- ニライカナイ第三回漫才ライブ 口下手（2024年8月30日→2024年9月28日に延期）[33][34]

- 第四回ニライカナイ漫才ライブ「課題」（2024年10月26日 壺屋演劇場かさね）[36]
- ニライカナイワンマンライブラスト2024（2024年12月28日  壺屋演劇場かさね）[17]

### 山城皆人単独
- ～第一回山城皆人研究発表会～ 山城の報告（2024年2月25日 壺屋演劇場かさね）[37]
- 第二回 山城の報告（仮）（2024年8月30日 壺屋演劇場かさね）[38]

### 山城皆人関連リンク
- 山城皆人|演芸集団FEC - 公式プロフィール
- 山城みなと (@to_mina_fec) - X（旧Twitter）
- 山城皆人（ヤマシロミナト） (@minato_yamashiro_niraikanai) - Instagram
- 山城の城 - YouTubeチャンネル
- 山城皆人|note

### 仲本修大関連リンク
- ニライカナイ仲本修大 (@shuttergack) - X（旧Twitter）
- 仲本修大 (@shuthan0928) - Instagram
- 仲本修大 (@niraikanainakamoto225) - Instagram
- 仲本のモットー - YouTubeチャンネル